# Saint-Louis-de-Gonzague-du-Cap-Tourmente
Saint-Louis-de-Gonzague-du-Cap-Tourmente är en kommun av typen socken (municipalité de paroisse) i provinsen Québec i Kanada. Den ligger i regionen Capitale-Nationale, i den sydöstra delen av landet, 400 km öster om huvudstaden Ottawa. Den omges av socknen Saint-Joachim och omfattar mark ägd av prästseminariet i Québec som avskilts från Saint-Joachim av skatteskäl.